# Goncelin
Goncelin är en kommun i departementet Isère i regionen Auvergne-Rhône-Alpes i sydöstra Frankrike. Kommunen ligger i kantonen Goncelin som tillhör arrondissementet Grenoble. År 2022 hade Goncelin 2 452 invånare.

## Befolkningsutveckling
Antalet invånare i kommunen Goncelin
Referens:INSEE